# Livio Dante Porta
Livio Dante Porta (21 marzo 1922 – 10 giugno 2003) è stato un ingegnere argentino, molto attivo nel campo delle locomotive a vapore.
È ricordato per le sue innovative modifiche a veicoli preesistenti, che spesso permettevano di migliorare sensibilmente le prestazioni e l'efficienza energetica. Tra questi, i camini dotati di eiettore Kylpor, eiettore Lempor e eiettore Lemprex.

## Gli studi
Porta nacque a Rosario, Santa Fe, da genitori di origine italiana e studiò ingegneria a Buenos Aires concludendo gli studi nel 1946, quando l'era del vapore stava già concludendosi in favore delle più efficienti locomotive elettriche in Europa e Diesel in America. Ciò nonostante circolavano ancora negli Stati Uniti d'America alcune tra le più grandi e potenti locomotive mai costruite, tra cui le Niagara di Paul Kiefer, le Big Boy o le Challenger.
Ancora ventiquattrenne Porta si imbarcò per l'Europa per fare pratica presso l'ingegnere francese André Chapelon, di cui fu studente ma soprattutto amico, lavorando tra le altre cose alla 242 A1, una tra le macchine più efficienti mai costruite in grado di rivaleggiare con le più moderne locomotive elettriche.
Chapelon, uno dei più importanti ingegneri del settore tra gli anni 1930 e 1950 fu uno dei primi progettisti ad applicare un rigoroso approccio scientifico in un campo dove si procedeva spesso per metodi empirici, arrivando a sviluppare sistemi ancora oggi usati persino sui moderni treni ad alta velocità elettrici. Porta imparò molto da lui, apportando modifiche su vecchi mezzi piuttosto che lavorare sullo sviluppo di nuovi veicoli.
Con l'uscita dal mercato, nei paesi più sviluppati, delle locomotive a vapore, Porta cominciò a lavorare a progetti per i paesi in via di sviluppo dove la scarsità di fondi e di risorse mantenevano le vaporiere in servizio attivo. La sua opera ebbe il massimo sfogo nel suo paese natale, l'Argentina, così come a Cuba e Sudafrica.
Porta lavorava secondo un metodo definito dai suoi successori olistico: il lavoro comprendeva forti interventi sull'intero sistema-trasporto, e non sul singolo apparato motore del veicolo, considerandone le ricadute sociali ed economiche. Un approccio così aperto e visionario consentì a Porta di concepire alcune idee assolutamente innovative, che forse sarebbero state stroncate con una metodologia puramente ingegneristica.

Questo però non deve spingere a sottovalutare l'accuratezza del suo lavoro. Pubblicò oltre 200 ricerche e lavori scientifici, anche di tipo puramente teorico, e mantenne costantemente una grande attenzione ai dettagli della progettazione specie per quanto riguardava gli spazi e le condizioni operative del personale.
Porta si rese conto che la maggiore insidia alla efficienza delle locomotive a vapore era la grossolana gestione della combustione nel focolare, e dell'efflusso dei fumi; con cura ed attenzione riuscì a rendere controllato ed affinato l'afflusso di combustibile e comburente, ottenendo la progressività ottimale della combustione, in modo da recare il massimo calore alla caldaia, riducendo il logorio ed i danni al focolare che non era più inutilmente arroventato.
Molte delle innovazioni erano piccole modifiche di componenti spesso sottovalutati, o mai adeguatamente studiati: arrivò a intervenire su filtri, canali di lubrificazione, su una più oculata scelta delle leghe metalliche in uso, sul profilo delle ruote e persino sui rivetti, sui criteri stessi di progettazione che, oltre ad essere ottimale per il funzionamento, riducesse le necessità di manutenzione, e rendesse anche più facili e soprattutto veloci le riparazioni.
Era una persona colta, in grado di parlare agevolmente cinque lingue; uomo aperto e disponibile, attirò intorno a sé un circolo culturale altamente specializzato. Alto e magro, portava dei sottili baffi che gli davano un aspetto caratteristico. Appassionato del suo lavoro, occasionalmente svolgeva personalmente il compito di macchinista o addirittura di fuochista, i suoi interventi "sul campo" gli permisero di osservare direttamente i singoli eventi di malfunzionamento ed anomalie, ma anche semplici condizioni operative, candidate di miglioramento.

## LaVaporera
Il suo primo lavoro, nel 1948, fu la ricostruzione di una vecchia 4-6-2 Pacific americana, un prototipo di 4-8-0 denominato Argentina. 
Questa macchina, comunemente detta La Vaporera, era carenata in modo aerodinamico e fu dotata dell'innovativo sistemi di tiraggio dei fumi "Kylpor" (Kylala-Porta), che accelerando l'estrazione dei gas combusti rendevano più efficiente la caldaia. Inoltre, Porta aggiunse preriscaldatori e re-riscaldatori, rendendo ancora più efficiente il processo. Il maggior calore generato permetteva di ridurre la quantità di carburante necessaria in modo significativo.
La Vaporera fu la prima locomotiva costruita in Argentina, ed ha un grande valore storico. Per volere di Juan Domingo Perón venne fatta sfilare attraverso Buenos Aires sulla Diagonal Norte y Florida. I lavori di restauro erano stati finanziati dal Banco Hipotecario Nacional per conto delle Ferrocarriles Argentinos. Quando però queste ultime non completarono l'acquisto, la locomotiva fu confiscata. Oggi è esposta al Museo Ferroviario di Tucumán, in cattive condizioni, vandalizzata da collezionisti senza scrupoli o da semplici cercatori di rottami da rivendere. Una petizione lanciata nel 2004 da Alejandro Porta, figlio di Livio, non ha ottenuto il risultato di salvare la macchina, che oggi rischia di essere persa per sempre.
Visto il grande successo del suo primo lavoro, il governo argentino affidò a Porta una flotta di decrepite locomotive di tipo 2-6-2, che vennero convertite in 4-6-2 per il traffico pendolare con discreti risultati in termini di prestazioni. Su questi mezzi fece la comparsa il camino di tipo Lempor, già teorizzato da Porta in Theory of the Lempor Ejector as Applied to Produce Draught in Steam Locomotives.

## La ferrovia del Rio Turbio
Nel 1957 si trasferì in Patagonia, diventando direttore della Ramal Ferro Industrial de YCF di Río Turbio, linea carboniera interamente operata con moderne vaporiere pesanti Mitsubishi 2-10-2. Le modifiche che apportò su quelle macchine, già di ultima generazione, ne migliorarono ulteriormente l'efficienza, permettendo loro di rimanere in servizio attivo per oltre 40 anni.
Riuscì anche a rendere funzionale l'utilizzo del carbone argentino estratto a Rio Turbio, di scarsa qualità, grazie all'uso di gassogeni, così da ridurre le importazioni di carbone, a vantaggio dell'economia del paese che si rese meno dipendente dal costoso carbone americano e inglese.
Le modifiche alle locomotive Mitsubishi furono tanto efficaci da essere implementate in serie in una versione delle 2-10-2 denominata proprio Rio Turbio: i test mostrarono un aumento netto del 12% dell'efficienza, ma soprattutto una sensibile riduzione dei tempi di guasto.
Da grande perfezionista, era ancora insoddisfatto di queste macchine, ed arrivò a proporne l'abbandono e la sostituzione con delle nuove locomotive di tipo Mallet. Porta immaginò per queste macchine (e per altre destinate al nordamerica) un nuovissimo tipo di caldaia a pressione ultra-alta (850 PSI), ma alla fine si decise per delle macchine ad alta pressione da 300 PSI con un colossale rodiggio 2-10-10-2, poi ulteriormente ampliato in un 2-12-12-0: più delle gigantesche Big Boy americane.
Nonostante un contratto praticamente concluso con un costruttore argentino, il progetto sfumò con grande dispiacere di Porta.

## I lavori all'estero
Dopo tre anni in Patagonia, tornò a Buenos Aires per dirigere la cattedra di termodinamica dell'Instituto Nacional de Tecnologica; intanto, lavorò per la Hunslet Engine Company alla riconversione di 74 vecchie locomotive inglesi di proprietà del National Coal Board, riducendone sensibilmente le emissioni nocive.
Nel 1969 le ferrovie argentine si resero conto che gran parte dei guasti erano dovuti a problemi di durezza (concentrazione salina, soprattutto in carbonati) dell'acqua, e quindi delle relative continue corrosioni ed incrostazioni: venne affidata a Porta una motrice 4-8-2 (la N.1802 delle Ferrovie Belgrano), che fu modificata con l'installazione di un sistema di depurazione dell'acqua di caldaia. Il vantaggio fu enorme, l'affidabilità delle macchine risulta immediatamente incrementata e si ridusse drasticamente il numero di interventi necessari alla caldaia; riducendo così i costi, il logorio dei materiali, ed i tempi morti per gli interventi manutentivi.
Negli anni settanta fu sconvolto e duramente ferito dalla scomparsa di sua figlia, rapita in casa, desaparecida e mai più ritrovata. Il lutto per la perdita si aggiungeva alla precedente perdita di un figlio per un cancro in giovane età.
Con le crisi energetiche della fine degli anni '70 la dipendenza statunitense dal diesel mostrò il lato oscuro della medaglia: la lobby delle American Coal Enterprises chiamò Porta negli USA, con l'obiettivo di creare una locomotiva merci in grado di usare indistintamente carbone o petrolio. Il rientro dell'emergenza portò all'abbandono del progetto, non prima di aver permesso a Porta di acquisire esperienza sulla frontiera delle ultime tecnologie.
Negli anni ottanta lavorò alla modernizzazione delle vaporiere delle ferrovie del Paraguay, che desideravano passare dalla costosa alimentazione a carbone al più economico e onnipresente legno, ed in seguito si trasferì in Brasile, per lavorare alla ferrovia carboniera di Donna Teresa Christina con l'obiettivo di ripetere i successi ottenuti sul Rio Turbio.

## Il periodo cubano
Nel 1999 si spostò a Cuba, dove lavorò alla riconversione di una 2-8-0 del 1919, per permetterle di sfruttare nuovi combustibili più economici come l'olio. Porta arrivò nel 2002 a realizzare per questa macchina un sistema per sfruttare persino i residui delle lavorazioni dell'industria della canna da zucchero, con risultati degni di nota.
Dopo questa esperienza, Porta si convinse di essere in grado di costruire una nuova locomotiva, che avrebbe dovuto essere la più economica del mondo, sia per la costruzione che per l'uso. La LVM 800, una 0-6-2 con tender al seguito, avrebbe dovuto entrare in produzione nel gennaio 2002, ma la morte del committente e la crisi dell'industria dello zucchero rallentarono l'inizio dei lavori.
La morte di Porta fermò definitivamente il progetto delle LVM 800, così come lo sviluppo di un innovativo sistema di autobus a vapore a basso impatto ambientale, che avrebbero dovuto circolare a Buenos Aires, prima che se ne fosse verificata la fattibilità.
Presso di lui si formò una intera generazione di ingegneri specializzati nel vapore, tra cui Roger Waller, Phil Girdlestone e David Wardale. Con quest'ultimo, nel 2001 Porta cominciò a lavorare ad una nuova locomotiva per treni veloci, chiamata 5AT, pensata per regimi operativi di 200 km/h e oltre.
Inoltre, Wardale nel 1981 attribuì il nome L.D. Porta ad una classe di locomotive sudafricane: si trattava di un gruppo composto dalle vecchie 4-8-2 Classe 19D N.2644 e 25NC, tanto rimodernate da essere riclassificate in 26, e dedicate dal discepolo al maestro.
Il termine to portize, da to Porta-ize, (traducibile in "portizzare") è occasionalmente usato nello slang ferroviario inglese, come sinonimo di "aggiornamento di vecchie locomotive con innovazioni tecniche efficaci e recenti".